# 白钨矿
白鎢礦（英語：Scheelite）是一種含鈣鎢酸鹽礦物，化學式為CaWO4。它是一種重要的鎢礦石。白鎢礦最初以瑞典化學家卡爾·舍勒的名字命名。形狀良好的晶體受到礦物收藏者的追捧，合適無缺陷的礦物偶爾會被加工成寶石。人造白鎢礦是用提拉法合成的，生產的材料可用於仿製鑽石、製作閃爍體或固態雷射介質。

## 性質

CaWO_{4}的結構

白鎢礦晶體屬於四方晶系，呈擬八面雙錐體。顏色包括金黃色、棕綠色至深棕色、粉紅色至紅灰色、橙色和無色。 透明度範圍從半透明到透明，晶面具有高光澤（玻璃到金剛光澤）。白鎢礦具有明顯的解理，斷口為亞貝殼狀至參差狀。其比重較高，為5.9-6.1；硬度較低，為4.5-5。除擬八面體之外，白鎢礦的形狀也可以是柱狀、粒狀、板狀或塊狀。晶簇非常稀有，幾乎只出現在捷克共和國的Zinnwald。孿晶很常見，並且晶面可能有條紋。白鎢礦的條痕呈白色，性脆。
透明白鎢礦切割成的寶石很脆弱。白鎢礦的折射率（單軸正1.918-1.937，最大雙折射率0.016）和色散（0.026）都較高。這些因素使白鎢礦具有高光澤和可見的「火彩」，接近於鑽石。
白鎢礦在短波紫外線下發出明亮的天藍色熒光，含微量鉬雜質下偶爾會發出綠光。白鎢礦的熒光有時與自然金相關，被地質學家用來尋找金礦。

## 產生
白鎢礦產於接觸變質矽卡岩中，以及高溫熱液脈和雲英岩中，在花崗岩偉晶岩中較少見。地層溫度在200和500 °C（400和900 °F）之間，壓力在200至1,500巴（2,900至21,800磅力每平方英寸）之間。伴生礦物包括錫石、黑鎢礦、黃玉、螢石、磷灰石、電氣石、石英、鈣鋁榴石-鈣鐵榴石、透輝石、維蘇威石和透閃石。

## 歷史

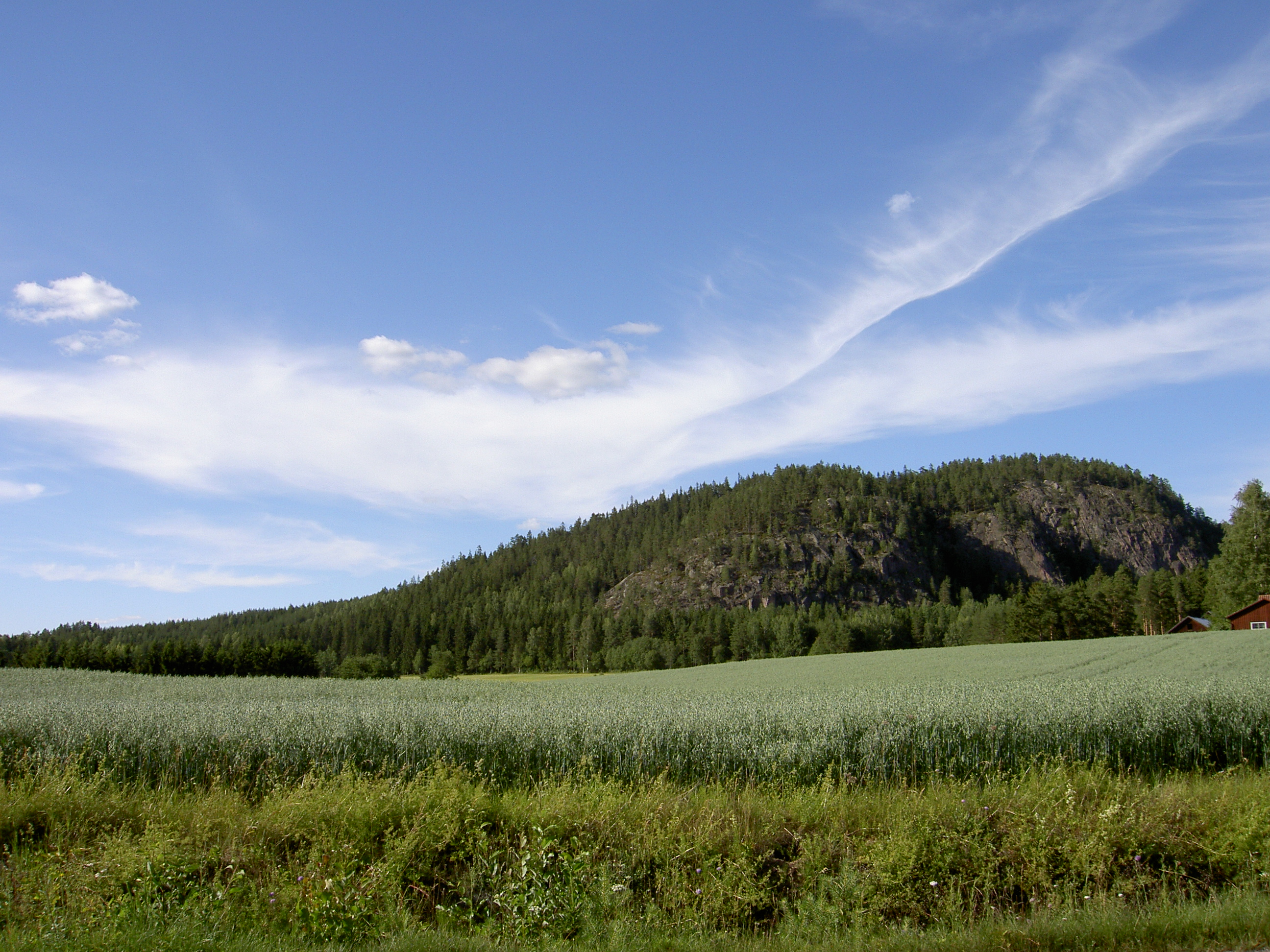
Bispbergs klack山

白鎢礦於1751年首次被發現，來自於瑞典達拉納Säter的Bispbergs klack山，並以卡爾·威廉·舍勒的名字命名。由於其異常沉重，瑞典人將其命名為「tungsten」，意為「沉重的石頭」。這個名稱後來被用來命名金屬鎢，而礦石本身則被命名為「scheelerz」或「scheelite」

## 延伸閱讀
- Anderson, B. W., Jobbins, E. A. (Ed.) (1990). Gem testing. Butterworth & Co Ltd, Great Britain. ISBN 0-408-02320-1